# Schloss Goldrain
Das Schloss Goldrain befindet sich in Goldrain, einer Fraktion der Gemeinde Latsch in Südtirol. Es war zuletzt der Stammsitz der Grafen Hendl und fungiert jetzt als Bildungshaus.
Erbaut wurde es ab etwa 1323 als freistehender Ansitz durch die bereits 1309 in Goldrain (damals Coldroun) erwähnte Adelsfamilie der Scheck von Goldrain. Das exakte Baudatum ist nicht bekannt, jedoch wurde im Jahre 1999 bei drei Eichenbalken im Erdgeschoss das Schlägerungsdatum (Fälldatum) mit Hilfe von wissenschaftlichen Untersuchungen auf das Jahr 1335 oder kurz danach angesetzt. Der Baubeginn kann daher bis spätestens um etwa 1350 angenommen werden. Dieses Gebäude ist heute als Nordtrakt in das Gesamtensemble integriert. Wie das Anwesen an die Familie Hendl (ursprünglich nicht von Adel waren die Hendl jedoch angesehene Burgmannen und Verwalter auf den Burgen Fernstein, Ehrenberg und Neustarkenberg) kam, ist nicht bekannt, jedoch bestanden enge verwandtschaftliche Beziehungen zur Familie Scheck, sodass eine Erheiratung oder Erbschaft möglich ist. Erstmals wird ein Sigmund II. Hendl von Goldern 1474 in einer Urkunde erwähnt.

## Beschreibung
Es handelt sich um einen dreiflügligen Bau mit Innenhof, der von einer nahezu rechteckigen Mauer mit runden Ecktürmen umgeben ist. Der Innenhof wird auf der östlichen Seite durch eine Mauer zwischen Nordtrakt und Südosttrakt geschlossen. Die Verbindung zwischen den beiden Trakten besteht im Osten aus einer Art Brücke mit aufgesetzten Arkaden, im Westen ist der Flügel zum Innenhof hin als Arkadengang gestaltet. Die von Nord nach Süd verlaufenden Umfassungsmauern sind länger als die von Ost nach West, wodurch sich vor dem Eingang zum Südtrakt nunmehr eine Rasenfläche befindet, die ursprünglich wohl aber ein barocker Garten war. Die Mauer ist an der Südseite etwa sieben Meter hoch, an der Nordseite, bedingt durch das ansteigende Gelände, etwas niedriger. Die Ecktürme sind mit Mauerscharten ausgestattet. An den Südosttrakt ist von West nach Ost eine Kapelle angebaut, die sich mit ihrer Schmalseite in die Ringmauer einfügt. In der nordöstlichen Ecke befindet sich ein an die Mauer angebautes Gebäude, das sogenannte Verwalterhaus, diagonal entgegengesetzt ein Restaurantgebäude. Die Ostmauer wurde durchbrochen und mit einem Tor versehen, um das zum Bildungshaus gehörende Gästehaus besser erreichen zu können.

## Aufbau

### Nordtrakt
Der Nordtrakt bestand ursprünglich aus einem rechteckigen Wohnhaus ohne jegliche Anbauten mit einem flachen Satteldach und zwei Kellerräumen, die durch ein Tonnengewölbe verbunden sind. Es hatte die Abmessungen von 10 Metern mal 22 Metern und war nach Osten hin über einem älteren Gebäude mit den Abmessungen von 10 Metern mal 12 Metern errichtet worden. Der Eingang ist nach Süden gerichtet und etwas erhöht, sodass er nur über eine Treppe erreichbar ist. Es sind oberhalb des Kellers weitere drei (inklusive des Dachgeschosses) Etagen vorhanden. Die Schmalseiten des Baus sind mit Zinnengiebeln ausgestattet. Kragsteine an der nördlichen Seite weisen im ersten und im zweiten Stock auf einen Abtritt hin.

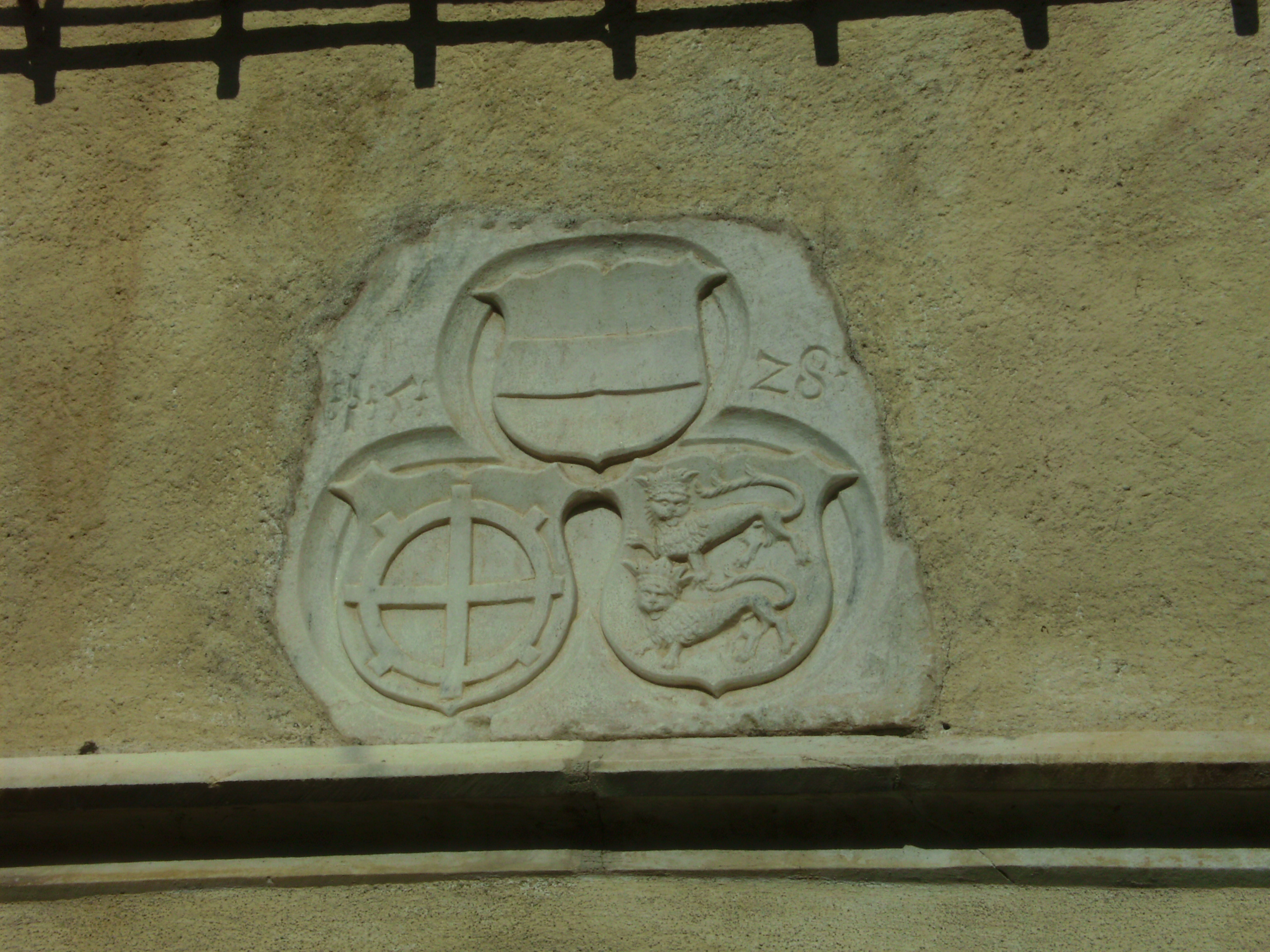
Wappen von Österreich, Hendl und Ramschwag

Etwa 1528/29 ließ der damalige Besitzer, Siegmund (III.) Hendl zu Goldrain, diesen Bau um etwa vier Meter nach Norden hin vergrößern und an der nordwestlichen Ecke mit einem Abortturm (heute Treppenturm) versehen. Bedingt durch das ansteigende Gelände lag das Erdgeschoss des Neubaus auf gleicher Höhe wie der ersten Stock des Altgebäudes. An die Ostseite des Altbaus wurde ein großer, zweigeschossiger Erker angefügt, auf dem sich in einem Dreipass aus weißem Marmor die Wappen von Österreich, Hendl und Ramschwag befindet.
Im Jahre 1562 ließ der Franz Hendl an die Nordfassade im oberen Stockwerk zwei Erker anbauen, um mehr Licht und Wohnqualität in die Räume zu bringen. Beide Erker sind auf Kragsteine aufgesetzt.
Der Zugang zu diesem Gebäudeteil erfolgte über ein Treppenpodest an der Nordseite mit einer Treppe aus Marmor, die aber heute verschwunden ist und durch eine Metallkonstruktion ersetzt wurde.
An der rechten Südseite des gleichen Baus wurde nach 1562 ein kleiner Erker angefügt.

### Südosttrakt
Nachdem die Verbesserungen im Nordbau nicht zu einer befriedigenden Lösung geführt hatten, begann Franz Hendl wenig später damit, südlich der bestehenden Bausubstanz einen neuen Trakt errichten zu lassen. Dieser Südosttrakt war jedoch nur Teil des später quer über die ganze Front verlaufenden Südflügels, der dann noch aus dem Südwesttrakt bestehen sollte. Es handelte sich hierbei um einen nahezu quadratischen Bau, der dem vorhandenen Bauwerk vorgelagert war und dessen Ostwand mit der des Neubaus bündig abschloss. Der östliche Zwischenraum wurde durch eine Mauer geschlossen, eine Verbindung zwischen beiden Gebäudeteilen wurde durch eine Brücke mit aufgesetzten Arkaden hergestellt. Das Gebäude war drei Stockwerke hoch, mit einem Walmdach versehen und an der südöstlichen Ecke auf dem zweiten Sock mit einem dreiviertelkreisigen Erker mit Kegeldach ausgestattet. Hier befanden sich auch die repräsentativen Wohnräume. Ein Deckenwappen, dem Tiroler Landesfürsten Erzherzog Ferdinand II. gewidmet, zeigt die Jahreszahl 1572 und somit wahrscheinlich das Ende der Baumaßnahmen.

### Südwesttrakt
Nach der Fertigstellung des östlichen Teils des Südflügels ließ der seit 1582 amtierende Landeshauptmann Franz Hendl zwischen 1586 und 1589 diesen Teil des Schlosses durch den Bau des sogenannten Südwesttraktes vollenden. Er schließt fast nahtlos an den Südosttrakt an. Durch das etwas höher gezogene Mauerwerk des Südwesttraktes und der damit verbundenen Brechung der Dachlinie erkennt man jedoch leicht die Nahtstelle. Hier befindet sich auch der Durchgang durch ein Tonnengewölbe zum Innenhof. Die original mit Blech beschlagenen Torflügel mit Schlupfpforte im linken Flügel sind noch vorhanden. Im Inneren des Durchgangs verweist die Jahreszahl 1586 in der Laibung des Portals auf die Bauarbeiten. In der Südwestecke des Trakts befindet sich im zweiten Stock mit dem Rittersaal, ausgestattet mit fünf Fenstern, der größte Raum des Schlosses. Hier findet sich auch die Inschrift
„1588 Franntz Hendl zu Goldrain Ritter Für. (stlich) Dur. (chlauchtigster) Raht und Landhaubtmann an der Etsch“.
Dieser Raum ist mit einer prunkvollen Kassettendecke ausgestattet, verfügte jedoch über keinen Ofen und war daher im Winter nicht zu nutzen. Daran anschließend liegt das sogenannte Geisterzimmer, das, ebenfalls prunkvoll ausgestattet, verschiedene Wappen derer von Hendl und von Thun (Margarete von Thun, Ehefrau des Ulrich Hendl), sowie die Jahreszahlen 1601, 1618 und 1633 zeigt.
Der westliche Flügel des Südwesttrakts, knickt im rechten Winkel ab und verläuft nach Norden, wo er asymmetrisch (der südliche Flügel war länger als der Nordtrakt, weswegen der nach Norden zu verlaufende Teil nach Westen überstand) an den Nordflügel anschloss. In die so entstandene Ecke wurde ein Abortturm mit einem pyramidenförmigen Dach gebaut. Dieser Turm war äußerlich einem Bergfried nachempfunden und gab dem Schloss ein imposanteres Gepräge

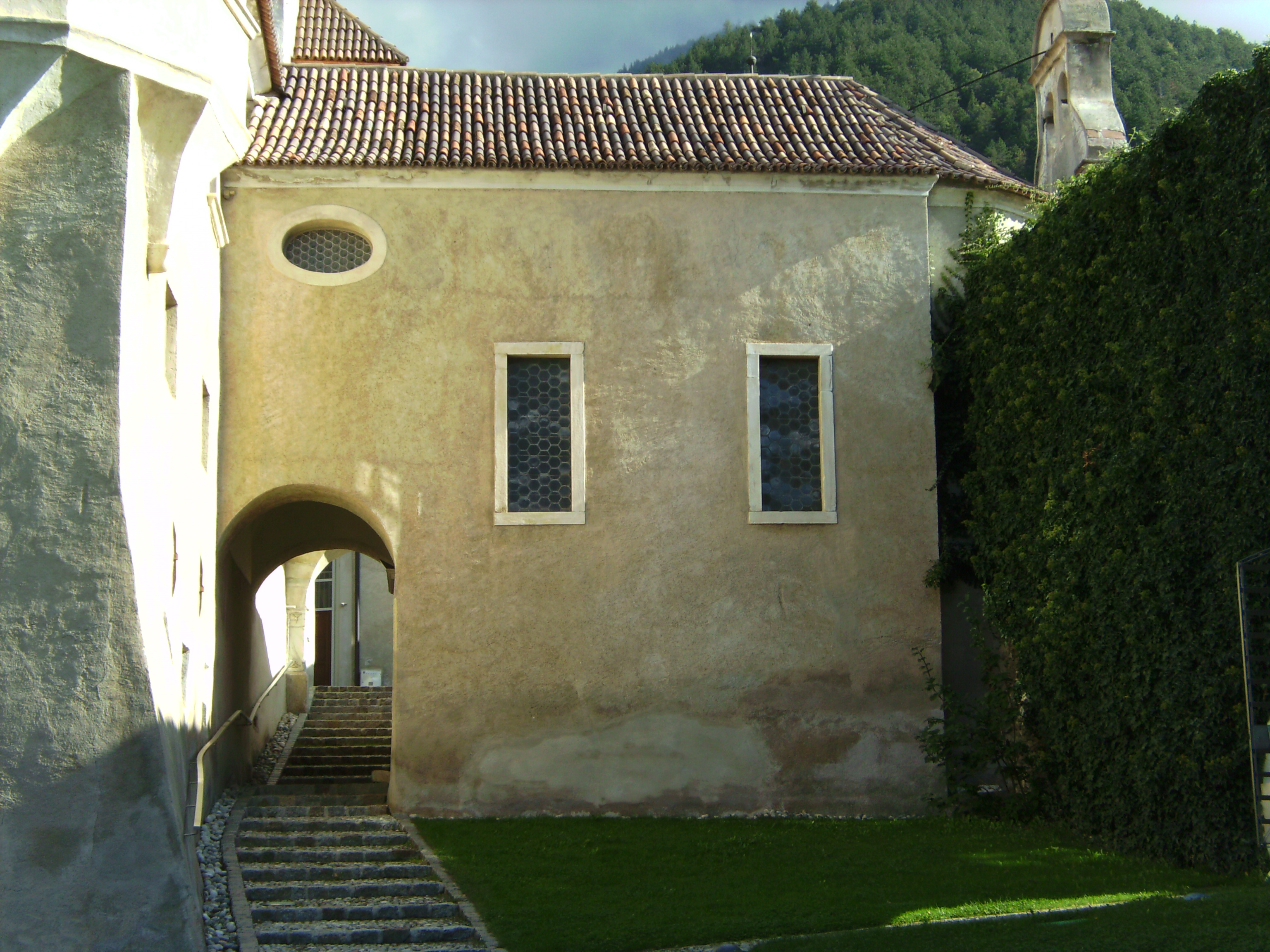
Kapelle mit Durchgang von Süden

Von dem gleichen Bauherrn wurde dann auch die Schlosskapelle errichtet, die an den Südosttrakt angebaut wurde und heute den Raum zur Mauer vollständig abschließt. Im oberen Bereich der Kapelle befindet sich ein Gang, der von den Arkaden im Innenhof direkt auf die herrschaftliche Empore führt. Unter diesem Gang liegt rechtwinklig ein Durchbruch mit Tonnengewölbe, in dem sich der normale, ebenerdige Zugang zur Kapelle befindet. Der Ostabschluss der Kapelle besteht aus einer Glockenmauer mit barocker Rundbogenform und Gestühl für zwei Glocken. Der einflüglige Altar stammt mit Ausnahme des neugotischen Tabernakels aus dem frühen 17. Jahrhundert. An die Nordwand der Kapelle ist eine kleine Sakristei angefügt.

### Nordwesttrakt
Dieser Gebäudeteil ist an den westlichen Teil des Südwesttrakts angefügt, umschließt den Abortturm und füllt die asymmetrische Lücke zum Nordtrakt aus. Es handelt sich hierbei um den jüngsten und letzten Anbau des Schlosses. Das genaue Baudatum ist nicht bekannt, dürfte jedoch um die Zeit von 1618 liegen.

### Ringmauer und Türme

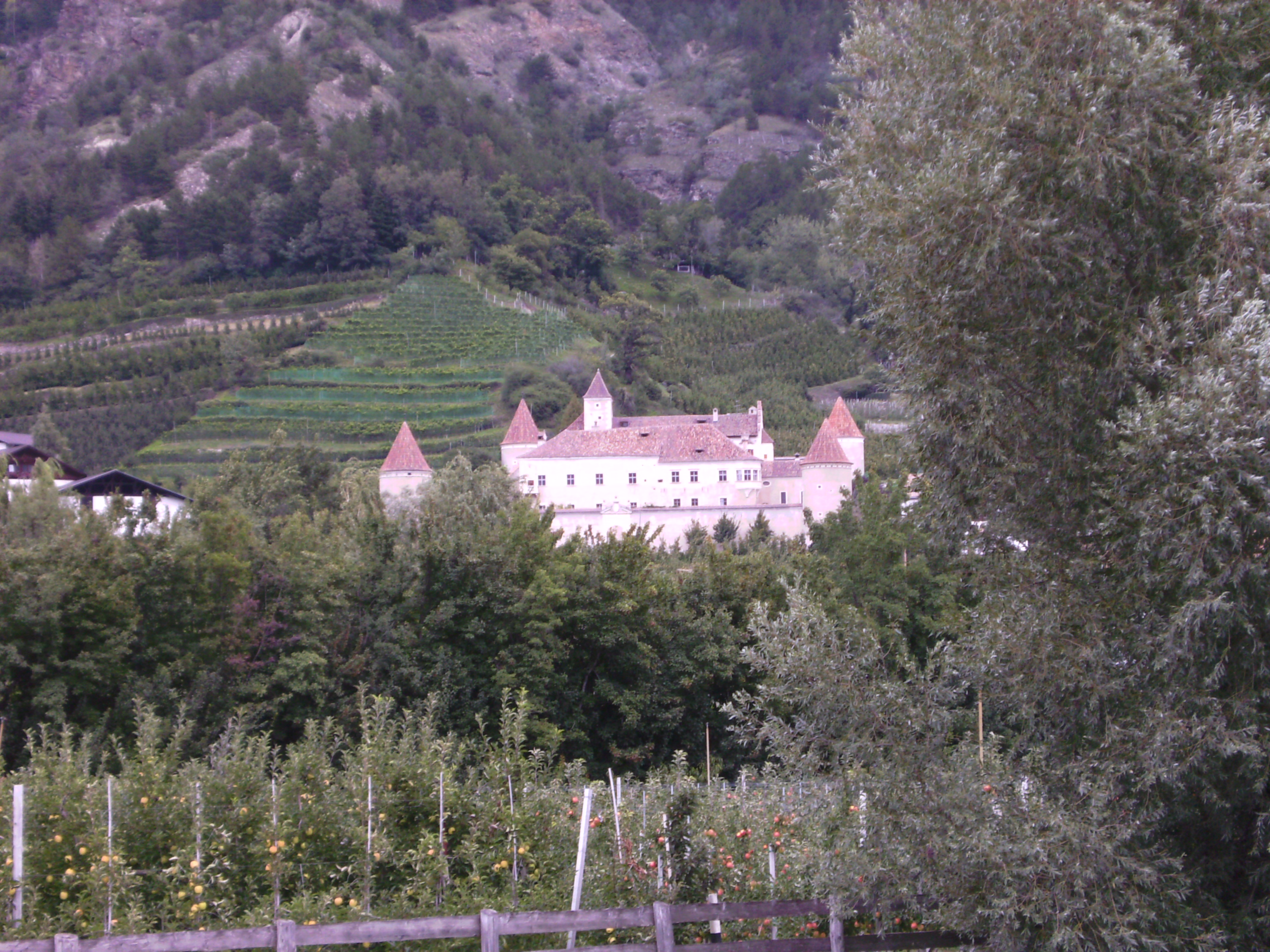
Blick auf das Schloss

Ulrich Freiherr Hendl ließ zu Beginn des 17. Jahrhunderts eine imposante, verputzte Ringmauer in den Ausmaßen von 58 Meter auf 70 Meter und einer Höhe bis zu sieben Metern errichten. An jeder Ecke des Karrees befindet sich ein Rundturm mit einem Kegeldach. Die beiden südlichen Türme sind unter dem Dachansatz mit Sgraffitibändern verziert. Die Türme haben drei Stockwerke, von denen das Dachgeschoss jeweils als Taubenschlag genutzt wurde. Am Südostturm und Südwestturm (1607) sind in einem umlaufenden Band unter dem Dachansatz Weintrauben zu sehen, am Südostturm auch die Jahreszahl 1606. Auch wenn die Ecktürme mit Mauerscharten ausgestattet sind, war eine Verteidigung der Anlage allenfalls gegen Räuberbanden möglich. Einem militärisch organisierten Angriff hatten die Mauern nichts entgegenzusetzen, da sie mangels Wehrgängen nicht verteidigungsfähig waren. Als Eingang dient ein prunkvolles Marmorportal in der Südmauer. Eine doppelte Reihe von Diamantquadern bildet die Säulen, über denen sich ein Bogengesims aus Rustikalquadern erhebt. Der barocke Dreiecksgiebel enthält in einer Kartusche das österreichische Schild und darüber einen Erzherzogshut.

### Weitere Bauten
In die Nordostecke der Mauergevierts wurde ein Dienstbotengebäude angebaut, das im Jahre 1913 auf zweieinhalb Stockwerke erhöht wurde und zuletzt eine Schule beherbergte. Zu einem unbekannten Zeitpunkt wurden in der Südwestecke Remisen errichtet, die dann zu einer großen Scheune erweitert wurden. Beide Bauwerke wurden dann im Zuge der Renovierungsarbeiten zurückgebaut.

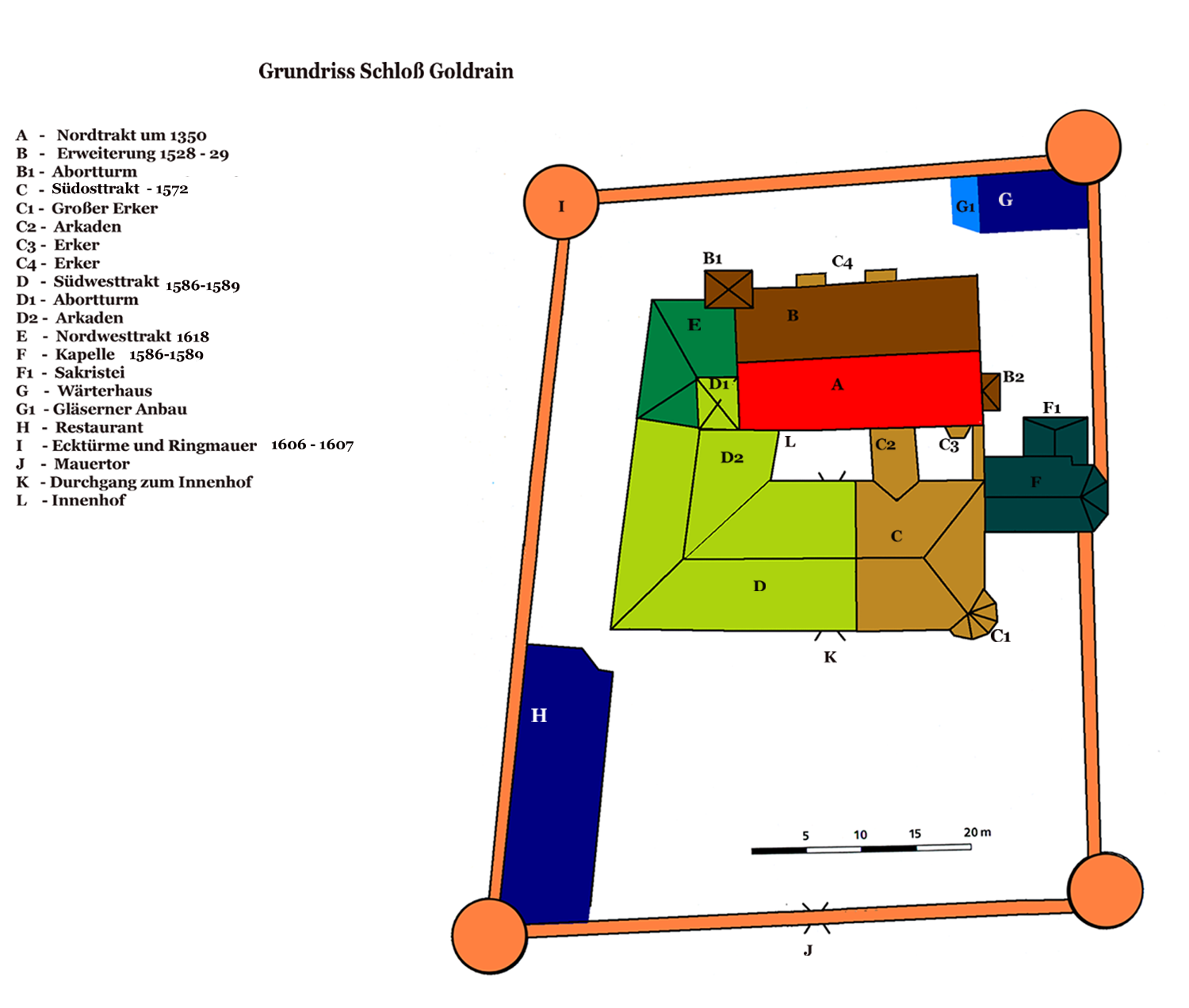
Grundrissplan von Schloß Goldrain

## Weitere Verwendung
Im Jahre 1863 erlosch die Familie der Grafen Hendl von Goldrain durch Aussterben. Erbe des Hendl'schen Besitzes war die Familie Plawenn, die das Gebäude noch im gleichen Jahr um 18.000 fl an die Gemeinde Goldrain verkaufte. Diese tauschte die Liegenschaften mit der katholischen Kirche, aus deren Besitz das Gebäude dann in das Eigentum der Gemeinde Latsch überging.
Während der faschistischen Mussolini-Ära saß der Podestà im Schloss, das in dieser Zeit völlig herunterkam, da auch die Einrichtung nach und nach verschwand. Im Zweiten Weltkrieg wurde es unter anderem von der SS als Stützpunkt im Vinschgau genutzt. Nach dem Kriegsende wurde es zunächst von alliierten Truppen besetzt und dann Rücksiedlern als vorläufige Unterkunft überlassen. Die im Gesindehaus nach dem Ersten Weltkrieg eingerichtete Schule wurde vergrößert, es kamen ein Kindergarten und ein Lager der Freiwilligen Feuerwehr hinzu.
Die steigenden Unterhaltskosten brachten die Eigner dazu, über einen Verkauf nachzudenken. Erstmals wurde im Jahre 1966 das Denkmalamt kontaktiert, um über die Bedingungen bei einer Veräußerung Näheres zu erfahren. Danach wurde ein Kaufpreis von 35.000.000 Lire bestimmt, es zeigte sich jedoch kein Kaufinteressent. Am 16. Oktober 1975 wurde das Schloss dann im Gemeindesaal von Latsch versteigert. Es waren zwei Bieter vorhanden, Höchstbietender mit 45.000.000 Lire war der Bürgermeister von Latsch, Geometer Josef Rinner. Der Unterlegene legte daraufhin Rekurs (Widerspruch) ein und erstattete Anzeige wegen „Wahrnehmung von Privatinteressen bei Amtshandlungen“. Der Verkauf musste daraufhin rückgängig gemacht werden. Es wurden dann weitere Überlegungen angestellt und auch das Projekt Bildungshaus mit einer Genossenschaft als Träger angesprochen. Dieses vielversprechende Projekt scheiterte dann an politischen Querelen; das Landesdenkmalamt hatte inzwischen im Jahre 1985 die Dächer sanieren lassen müssen, um irreparable Schäden zu verhindern. Im Jahre 1987 wurde dann die Genossenschaft mit dem Ziel „Bildungshaus“ doch noch Wirklichkeit. Die Baumaßnahmen wurden mit Unterstützung des Landes Südtirol unverzüglich aufgenommen und trotz ständiger Schwierigkeiten und Geldmangels vorangetrieben. Die Arbeiten waren allerdings erst gesichert, nachdem die Landesregierung im Jahre 1995 nochmals einen Betrag von 1.953 Milliarden Lire zur Verfügung gestellt hatte.

## Renovierungsarbeiten

### Zeitliche Abfolge
Es wurden, anhänglich der finanziellen Möglichkeiten, die Sanierungsarbeiten in mehreren Schritten durchgeführt.
1. Als erstes wurde der Südtrakt instand gesetzt, da er sich im besten Zustand befand. Im ersten Stock wurden Büroräume angelegt, die herrschaftlichen Räume im zweiten Stock wurden wieder hergerichtet, es folgten sanitäre Einrichtungen und das Wiederherrichten des Innenhofes.
2. Das ehemalige Gesindehaus respektive Schulgebäude in der Nordostecke der Mauer wurde bis unter die Mauerkrone rückgebaut, es wurde zu einem Wohngebäude umfunktioniert und dient seitdem als Wärterhaus.
3. Die sich in der südwestlichen Mauerecke befindliche Scheune wurde bis unter die Mauerkrone abgetragen und darin ein Restaurant eingerichtet. In diesem befindet sich jetzt im Erdgeschoss die Küche und ein Speisesaal mit 56 Plätzen, im Obergeschoss ein weiterer Speisesaal mit 40 Plätzen.
4. Mit der Renovierung des Nordtraktes konnte erst 1994 begonnen werden. Es wurden zunächst die Nordmauer trockengelegt, eine Mesnerstube, Bibliotheksräume angelegt, sowie Kellerräume hergerichtet. Die Arbeiten wurden dann 1997 fortgesetzt und zu Ende gebracht.
5. Zwei Mauertürme (Südost und Nordwest) sowie die Ringmauer wurden ab 1999 saniert.

### Die Arbeiten im Einzelnen

#### Statik
Die jahrelange Undichtigkeit des Daches im Allgemeinen hatte zu großen Problemen in den tragenden Teilen der Balkenkonstruktionen sowohl des Dachstuhls als auch der Zwischendecken geführt. Hier mussten die verfaulten Teile ausgetauscht werden. Ebenfalls war ständig Wasser in die Kalkanstriche eingedrungen, was zu einer Gewichtszunahme und zu einer überproportionalen Belastung von Holzträgern geführt hatte, die sich aus diesem Grunde gefährlich durchbogen. Die stark durchhängenden Kassettendecken (beim Rittersaal mit einer Spannweite von 8,8 Metern betrug die Durchhängung in der Mitte 20 cm) mussten stabilisiert werden. Die Südmauer der Kapelle hatte sich gesetzt und gefährdete die Stabilität des Gebäudes. Die tragenden Balken in der Arkadenbrücke waren durch Wasser stark geschädigt.

#### Innenarbeiten
Es wurden übermalte und verrußte Holzverkleidungen gereinigt bzw. notfalls ergänzt, Ornamente freigelegt, die Fußböden bedarfsweise erneuert, verschlossene Maueröffnungen wie Fenster oder Türen freigelegt und unsachgemäße Mauerdurchbrüche wieder verschlossen. Alle Türen, die gerettet werden konnte, wurden restauriert, die alten Schlösser wieder funktionsfähig gemacht. Von den vorhandenen Öfen waren lediglich zwei als erhaltenswert eingestuft worden. Die Verkleidungen wurden ausgebaut und danach wieder in neu aufgemauerte Öfen eingefügt. Nachträglich aufgefügter Putz wurde entfernt und die Originalschichten freigelegt, Fehlstellen ausgebessert und die Farben in Kalkfarbentechnik ergänzt.

#### Außenarbeiten
Alle aus Laaser Marmor bestehenden Teile im Arkadengang, von Fenster und Türeinfassungen wurden saniert. Die geschmiedeten Eisengitter vor den Fenstern des Nordtrakts wurden entrostet und neu gestrichen. Der Außenputz wurde großflächig gereinigt, fehlende Stellen mit farblich abgestimmten Kalkmörtel ergänzt. An allen Mauern wurden im Sockelbereich Trockenlegungsarbeiten durchgeführt. Die Krone der Ringmauer wurde gereinigt und mit einer Dachziegelauflage geschützt. Alle Fassaden wurden mit einer lasierten Kalktünchung gestrichen.

#### Neuerungen
Aus nutzungstechnischen Gründen war es unumgänglich, moderne Technik einzubauen. So wurde in den Abortturm des Nordwesttrakts ein Fahrstuhl installiert. Eine moderne Heizungsanlage war unumgänglich geworden, man griff auf das System einer fußbodenverlegten Elektroheizung zurück, wodurch keine Heizkörper notwendig sind und die gesamte Anlage unsichtbar bleibt.

## Sonstiges
Verschwunden oder unwiederbringlich verloren sind eine ganze Reihe von Kostbarkeiten aus dem Schloss, wie Gemälde, Geschirr oder Möbel; sei es, dass sie geplündert oder von Berechtigten entnommen und anderweitig verbracht wurden. Unter den noch vorhandenen und teilweise zu rettenden Inventarstücken befinden sich der Kachelofen aus dem frühen 16. Jahrhundert im Geisterzimmer oder der leider nicht mehr vollständige Kachelofen, der von Bartlmä Dill Riemenschneider (ein Sohn des Tilman Riemenschneider) zwischen 1539 und 1549 gestaltet wurde. Dieser Ofen, dessen Wappenführung Hendl-Ramschwang ihn als ursprüngliches Eigentum der Grafen Hendl ausweist, befand sich zuletzt im Museum des ehemaligen bischöflichen Schlosses in Trient. Nach längeren Verhandlungen wurde er an Südtirol zurückgegeben und 1992 vom Landesdenkmalamt in Bozen nach Schloss Goldrain verbracht.
In der Kapelle befinden sich noch der Altar und ein originaler Chorstuhl aus dem Jahre 1586.